# Volta (přehradní nádrž)
Volta je přehradní nádrž v Ghaně, která je největší na světě podle rozlohy vodní plochy a čtvrtá největší podle objemu zadržované vody. Má rozlohu 8502 km². Nachází se na nultém poledníku šest stupňů severně od rovníku. Nejsevernější místo vodní plochy dosahuje k městu Yapei a nejjižnějším místem je přehradní hráz Akosombo o 520 km níže po proudu řeky. Hráz zadržuje vody Bílé a Černé Volty, které se před vybudováním přehrady stékaly v místech, kde je dnes střed vodní plochy přehradní nádrže. Vodu z přehrady odvádí řeka Volta do Atlantského oceánu.

## Stavba
Hráz Akosombo se začala stavět v roce 1961 a byla dokončena v roce 1965. Z důvodu zatopení muselo být přestěhováno přibližně 78 000 obyvatel a 200 000 zvířat do nových měst a vesnic. Bylo zbouráno přibližně 120 budov.

## Využití
V hrázi je zabudovaná vodní elektrárna, která zásobuje elektrickou energií většinu země a také se vyváží, především do Toga a Beninu. Vodní plocha je rovněž využívaná pro vodní dopravu a rybolov. Na západním břehu se nachází národní park Digya.